# Szíriai kolostorok listája
Szíriában található keresztény kolostorok listája.

## Katolikus
|               | akiről elnevezték | Magyar és eredeti neve                                                    | ismertető                                                                                            |
| ------------- | --- | ------------------------------------------------------------------------- | --- |
| katolikus     | Szent Tamás apostol | Szent Tamás római kolostor (Deir Mar Touma)                               | Saidnayaban, egy római emlékhely                                                                     |
| Melkita görög | Vagdalt Szent Jakab, perzsa szent V. Bahrám szászánida király által feldarabolt mártír.                                                | Vagdalt Szent Jakab kolostora (Qara) (Jacques le Mutilé) (Deir Mar Yakub) | Qara. Római erődként épült, az 1. században.                                                         |
| Melkita görög | I. Szergiusz pápa, Antióchiai szír családból származott                                                                                | Szent Szergiusz kolostor (Mar Sarkis)                                     | Maaloula, 2014-beh sok kárt tett benne a háború.                                                     |
| Szíriai       | Etiópiai Szent Mózes, remete, a Sivatagi atyák egyike. Abesszin király fia volt, aki visszautasította a koronát és Isten felé fordult. | Etiópiai (vagy Abesszin) Szent Mózes kolostor (Deir Mar Musa)             | Al-Nabek .1058-ban épült, az 1990-es években restaurálták és 1991-től új monasztikus közösség lakja. |

## Ortodox
|         | akiről elnevezték                                                        | Magyar és eredeti neve                       | ismertető |
| ------- | ------------------------------------------------------------------------ | -------------------------------------------- | --- |
| kopt    | Ábrahám                                                                  | Avraam kolostor                              | Maarat Saidnaya |
| görög   | Istenanya elszenderedése (magyar nevén Nagyboldogasszony)                | (Dormition) kolostor                         | Baniyas |
| görög   | Szent György                                                             | Szent György-kolostor                        | Mahardah |
| görög   | Szent Elián, fejébe szögeket vertek, mert nem adta fel keresztény hitét. | Szent Elián-kolostor                         | el-Karjatein Homsz közelében található településen az 5. században épült épületet 2015-ben az Iszlám Állam elpusztította                                    |
| görög   | Keresztelő Szent János                                                   | Keresztelő Szent János Kolostor              | Aleppó |
| görög   | Szent Tekla, Pál apostol segítője                                        | Szent Tekla- templom (Mar Taqla )            | Maaloula |
| görög   | Szűz Mária-jelenés                                                       | Saidnayai Miasszonyunk kolostor              | Saidnaya. 546-ban épült I. Iusztinianosz bizánci császár vadászott itt amikor Szűz Mária megjelent neki és megkérte, hogy a közeli dombon kolostort építsen |
| görög   | Illés próféta, akit ma a muzulmánok és adrúzok is tisztelnek.            | Szent Elias kolostor (Deir Mar Elias)        | Saidnaya 6. században épült, egy földrengés miatt újra építették                                                                                            |
| görög   | kerubim (Kerub szárnyas lény, angyal)                                    | Cherubim kolostor (Deir Cherubim-Shirubeim ) | Saidnaya |
| görög   | Krisztus színeváltozása                                                  | Szent színeváltozásakolostor                 | Homsz |
| görög   | Szent György                                                             | Szent György-kolostor                        | Homsz |
| szíriai | Szír Szent Efrém, teológus, szónok és himnuszíró volt.                   | Szent Efrém Patriarchális Kolostor           | Maarat Saidnaya, 1996-ban épült a világon szétszóródott szíriai ortodox hivők adományaiból.                                                                 |
| szíriai | Szűzanya                                                                 | Saidnaya kápolna .                           | Saidnaya |
| szíriai |                                                                          | Szent Estphariuos ortodox kolostor           | Saidnaya |
| szíriai |                                                                          | Szent Mária-kolostor (Morth Maryam)          | Tel Wardiat , al-Hasakah |